# Planctolpium
Genre
Planctolpium est un genre de pseudoscorpions de la famille des Hesperolpiidae.

## Distribution
Les espèces de ce genre se rencontrent en Amérique du Nord et aux Antilles.

## Liste des espèces
Selon Pseudoscorpions of the World (version 3.0) :
- Planctolpium arboreum Hoff, 1964
- Planctolpium peninsulae Muchmore, 1979
- Planctolpium suteri Muchmore, 1979

et décrite depuis 
- Planctolpium martinezi Barba, 2024

## Systématique et taxinomie
Ce genre a été décrit par Hoff en 1964 dans les Garypinidae. Il est placé dans les Hesperolpiidae par Benavides, Cosgrove, Harvey et Giribet en 2019.

## Publication originale
- Hoff, 1964 : « The pseudoscorpions of Jamaica. Part 3. The suborder Diplosphyronida. » Bulletin of the Institute of Jamaica, Science Series, vol. 10, no 3, p. 1-47.